# Lisa Zi Xiang
Lisa Zi Xiang  (Pekín, 1987) también conocida como Xiang Zi  es una realizadora de cine, guionista y productora china especialmente conocida por la película Un perro ladrando a la luna (2019) que plantea el tabú de la homosexualidad en China. Desde 2018 reside en Barcelona.

## Trayectoria
Se graduó en economía en la Universidad Forestal de Pekín antes de estudiar cine en Nueva York. Tras casarse con su compañero de estudios y cineasta José Val Bal, la pareja se trasladó a España, donde trabajaron juntos en documentales y web series.  En 2016 fue cofundadora de la productora independiente Acorn Studio junto a su pareja, en la que han producido publicidad, vídeos y series web en China y España.
En 2017 les ofrecieron un trabajo para hacer una serie web en China. Fueron a rodar al sur de China pero el proyecto fue caótico. Decidieron regresar a Pekín y optó por preparar el guion de su propia película. En junio de 2018 rodó su ópera prima como directora, cuando estaba embarazada de cuatro meses. En el guion hay toques personales como el del papel que desempeña la secta en el que se refugia su madre y a la que le introdujo cuando tenía diez años. Esta experiencia y la de ganar un concurso de escritura para adolescentes fueron un "punto de inflexión en su vida" y en su infancia que la llevaron después a querer contar la historia de su filme, explica. Un perro ladrando a la luna, en la que cuenta la historia de Huang Xiaoyu, una joven escritora embarazada que, tras regresar a China después de una época en el extranjero, se ve atrapada entre Li Jiumei, su madre adepta a una secta budista, y Huang Tao, su padre, quien esconde su homosexualidad. La película fue rodada en 18 días con capital privado. Para sortear la censura china la película fue posproducida íntegramente en España y se estrenó en el Festival Internacional de cine de Berlín. La película ha sido seleccionada para el IV Festival de Cine por Mujeres.

## Vida personal
Xiang Zi está casada con el productor y director de fotografía español José Val Bal, de El Puerto de Santa María con quien comparte sus proyectos profesionales. Tienen dos hijas. Residen desde 2018 en Barcelona.

## Filmografía

### Directora
- Un perro ladrando a la luna (2019) directora, guionista y productora

### Productora
- International Cafeteria (2016) (miniserie de televisión)
- Esparteros (2018) corto documental
- A Stone and an Otter documental
- Celuloide (2017) corto
- Un perro ladrando a la luna (2019)
- Ombligo (2021) productora ejecutiva

## Premios y reconocimientos
- Teddy Award en el Festival de Cine de Berlín 2019 como mejor película LGBT